# Amensalismus
Amensalismus, abgeleitet vom griechischen Wortstamm a- = „nicht“ und mensalis = „Tisch“, ist eine Bezeichnung für zwei unterschiedliche Formen des Zusammenlebens zweier Organismen. Hierbei handelt es sich um eine Form der Antibiosen, die entsprechend das Zusammenleben zwischen zwei Lebewesen unterschiedlicher Arten ähnlich dem Parasitismus, beschreibt.
Beim Amensalismus wird eine Art durch die andere ohne ersichtlichen Vorteil geschädigt bzw. beeinträchtigt. Die Art, die dem negativen Einfluss ausgesetzt ist, hat dabei keinen Einfluss auf die andere Art. 
Ein Beispiel: Säugetiere zertrampeln in der Nähe von Wasserstellen Pflanzen und verdichten den Boden. Dies wirkt sich für die Pflanzen negativ aus, während für die Säugetiere weder ein Nutzen noch Nachteile aus der Schädigung der Pflanzen entstehen.
Sobald eine Art wiederum einen Vorteil vom Zusammenleben, die andere Art hat jedoch keinen Einfluss und auch keinen Nachteil von der profitierenden Art hat, spricht man vom Kommensalismus.